# 9М82
9М82 — радянська зенітна керована ракета зенітної ракетної системи С-300В. Розроблено у Державному конструкторському бюро компресорного машинобудування під керівництвом головного конструктора Олександра Яскіна спільно з ОКБ-8.

## Опис конструкції
ЗКР 9М82 призначена для використання у складі ЗРС С-300В та забезпечує ураження аеродинамічних та балістичних повітряних цілей у зоні досяжності комплексу. До складу зенітної керованої ракети входить транспортно-пусковий контейнер 9Я238, газогенератор-контейнер 9Д152 та сама ракета 9М82. Ракета 9М82 має дві ступені і виконана за схемою «несучий конус». До основних частин ракети належать планер, рушійна установка, газогідравлічна система, система відділення, електрообладнання, бортова апаратура та бойова частина.

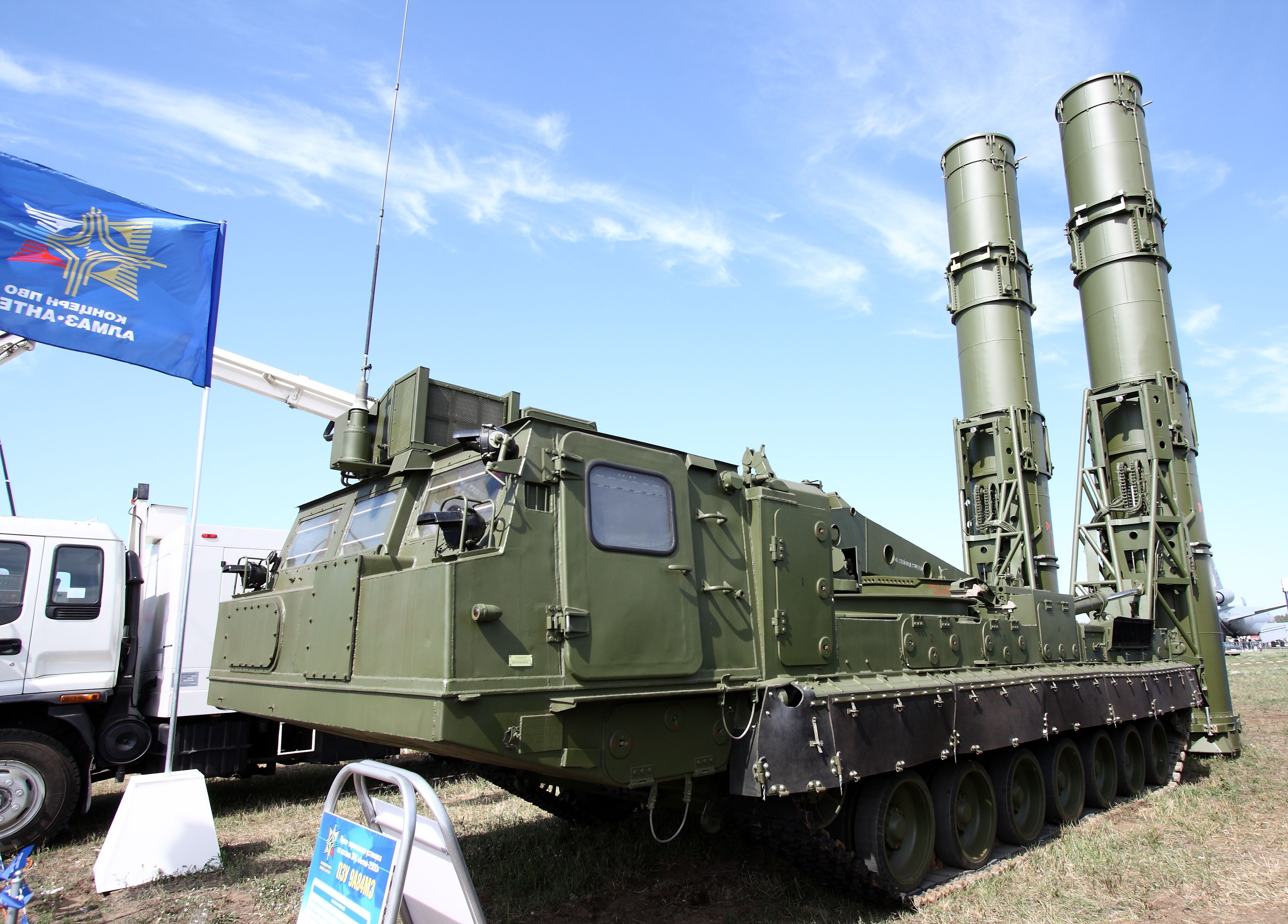
Пуско-заряджальна установка 9А84 у бойовому положенні

9М82 має два режими ведення вогню: одиночний запуск та залп із двох ракет. У режимі залпу друга ракета стартує через 1,5-2 секунди після першого запуску. Ракети запускаються з транспортно-пускового контейнера, закріпленого на пусковий або пусковий задярджальні установці, під кутом 90°. Ракета виштовхується із контейнера за допомогою газогенератора. Для безпеки пускової установки під час запуску стартового двигуна ракети після вильоту з контейнера відбувається попереднє відхилення ракети в бік носової частини пускової установки. Потім відбувається запуск стартового двигуна та наведення зенітної керованої ракети на кути оптимальної траєкторії польоту до зони перебування цілі. Стартовий двигун працює від 3,5 до 6,2 секунди. Остаточне наведення на ціль відбувається після відділення стартового ступеня. Маршовий двигун працює від 11,16 до 17,21 секунди.
Наведення на ціль відбувається у двох режимах. Перший — інерційне управління з наведенням на кінцевій ділянці. У цьому режимі на бортове обладнання ракети надходить інформація про швидкісні характеристики цілі та її положення. Другий режим — командно-інерційний метод управління з наступним наведенням. У такому режимі на ракету надходить інформація про взаємне положення зенітної керованої ракети і цілі, а також про її швидкісні характеристики. Такий режим використовується у зоні дії постановників перешкод. При виявленні пусковою установкою перешкод, інформація передається на станцію наведення, де вибір методу наведення здійснює командир станції. При досягненні необхідної дистанції до цілі ракета захоплює ціль апаратурою самонаведення і безпосередньо розвертається для максимального ефекту спрямованої бойової частини. Команду на підрив бойової частини дає підривний пристрій 9Э322 з появою в приймачі відбитого сигналу від цілі. Якщо ракета пролітає повз ціль, то здійснюється самоліквідація.
Основними елементами стартового ступеня є стартовий двигун та хвостовий відсік. Для надання вектора тяги на соплі двигуна встановлені чотири поворотні клапани. По зовнішній частині стартового двигуна прокладені електричні магістралі для зв'язку між обладнанням частини, що відділяється.
Маршовий ступінь поділено на вісім відсіків. У головній частині встановлено апаратуру наведення ДБ100М, радіоблок підривного пристрою, прилад навігації інерційної системи керування та бортовий обчислювач. У хвостовій частині знаходиться газотурбінний блок джерела електроживлення з газогідросистемою маршової системи. Там же встановлено систему самоліквідації. Перед маршовим двигуном розташовується бойова частина із запобіжно-виконавчим механізмом. По зовнішній поверхні маршового двигуна прокладено кабельні магістралі для зв'язку хвостової та головної частин ракети.

## Модифікації

### 9М82М
9М82М — зенітна керована ракета зенітної ракетної системи 9К81М «Антей-2500». Дальність дії ракети була значно збільшена до 200 км. Ракета здатна вражати цілі, що маневрують з перевантаженнями до 30g. Максимальна швидкість польоту також була збільшена та становить 2600 м/с.
9М82МЭ — експортний варіант.

## Оператори

### Колишні оператори
- СРСР

### Поточні оператори
- Росія
- Україна (у 2009 та 2010 роках, за премʼєрства Юлії Тимошенко, чотири ракети 9М82 «УР» та дві ракети 9М82 «УД» були включені до переліку боєприпасів, що підлягають утилізації[6][7]).